# 九井镇 (犍为县)
九井镇，原为九井乡，是中华人民共和国四川省乐山市犍为县下辖的一个乡镇级行政单位。2019年12月，撤销榨鼓乡和九井乡，设立九井镇，将原榨鼓乡、原九井乡和清溪镇祇园村所属行政区域划归九井镇管辖。

## 行政区划
九井镇下辖以下地区：
九井街道社区、佳沟村、长山村、峰门村、金鼓村、鱼滩村、九井村和罐山村。